# Territoris Palestins
|  | No s'ha de confondre amb Estat de Palestina. |

Situació de Palestina

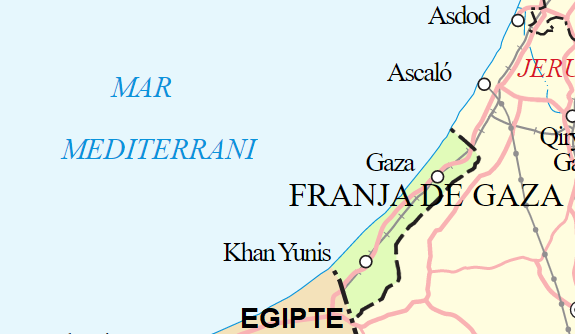
Franja de Gaza

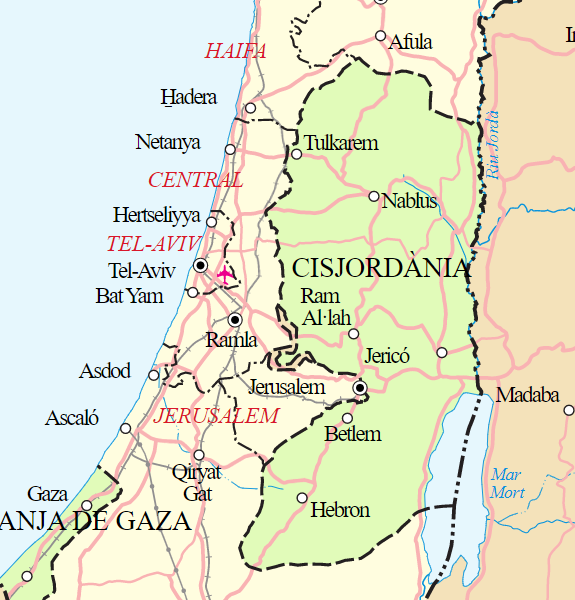
Cisjordània

Els territoris palestins, també anomenats per metonímia Palestina, són una entitat preestatal situada a l'Orient Mitjà, entre la mar Mediterrània i el riu Jordà. No formen un estat amb sobirania plena i s'utilitza per descriure els territoris ocupats per Israel des del 1967, és a dir, Cisjordània (inclosa Jerusalem Est) i la Franja de Gaza. Des del 29 de novembre de 2012, l'Estat de Palestina és observador no membre de la ONU. No obstant això, els territoris definits com a zona C pels Acords d'Oslo, actualment el 60% de Cisjordània, segueixen sota ocupació israeliana i governats per l'Administració civil israeliana mentre que l'Autoritat Nacional Palestina (reconeguda com a govern legítim) només té ple control sobre les zones A, aproximadament el 18% de Cisjordània. Finalment, les zones B són controlades conjuntament, aproximadament el 20% del territori.
Més recentment, s’ha utilitzat la terminologia oficial de les Nacions Unides (ONU), Territori Palestí Ocupat substituint altres termes des del 1999. La Unió Europea també ha adoptat aquest ús. El terme va ser utilitzat per l’ONU i altres organitzacions internacionals entre octubre de 1999 i desembre de 2012 per referir-se a zones controlades per l'Autoritat Nacional Palestina. La UE havia utilitzat un terme paral·lel: Territoris de l'Autoritat Palestina durant el mateix període. El Tribunal Internacional de Justícia (TIJ) es va referir a Cisjordània, inclosa Jerusalem Oriental, com a Territori Palestí Ocupat i aquest terme va ser utilitzat com a definició legal al TIJ en la sentència del juliol de 2004.

## Geografia
Els territoris palestins estan formats per Cisjordània (incloent-hi Jerusalem Est) i per la Franja de Gaza. Tenen frontera, a més d'amb Israel, amb Jordània i Egipte. Als territoris, hi ha diverses regions i zones que gaudeixen de diferents graus d'autonomia (Territoris Autònoms Palestins) i les fronteres estan sota control israelià.
La capital oficial dels territoris és Ramal·lah, tot i que els palestins reclamen que ho sigui Jerusalem Est. El president de l'ANP, Iàssir Arafat, va governar els territoris des de la seu de l'Organització per a l'Alliberament de Palestina a Ramal·lah.

## Població
Tradicionalment, la població dels territoris és formada sobretot per palestins àrabs, tot i que hi ha minories de samaritans, cristians i jueus ortodoxos que rebutgen l'estat d'Israel per motius religiosos i polítics. A més a més, en aquesta regió hi ha molts assentaments israelians.

## Economia i infraestructura viària
Tant el desenvolupament de l'economia com el de la xarxa viària de les zones amb més autonomia depenen fortament del fet que aquestes zones són enclavaments aïllats. A la Franja de Gaza hi ha un aeroport i un port. Les comunicacions entre els diferents enclavaments es duen a terme mitjançant carreteres que, sovint, són interrompudes o fins i tot tallades pels controls de les forces de seguretat israelianes.
Moltes organitzacions palestines donen suport a la dissolució de la unió fronterera i monetària amb Israel, malgrat que tindria conseqüències catastròfiques per a l'economia de Gaza i de Cisjordània. Per això, l'ANP la rebutja, malgrat que el control de les fronteres exteriors hagin de quedar sota control israelià.
Els darrers deu anys, la UE ha sigut la major font de finançament de l'ANP, amb 2.000 milions d'euros. Tanmateix, una part d'aquests diners van acabar en mans de la família d'Arafat.

## Història
Els territoris palestins es trobaven originàriament al territori del Mandat britànic de Palestina. El 1948, després de la Guerra araboisraeliana, Cisjordània quedà en mans de Jordània i la Franja de Gaza en mans d'Egipte. Després de la Guerra dels Sis Dies del 1967, tots dos territoris van ser ocupats per l'exèrcit israelià.

### El camí cap al reconeixement

Mapa dels territoris palestins

Els palestins no disposen de facto d'una sobirania real. Encara els falten, en part, algunes estructures d'estat o no estan completament desenvolupades (per exemple, no disposen d'exèrcit). Els territoris palestins estan controlats majoritàriament per l'exèrcit israelià. Malgrat que existeixen organismes policials i de seguretat, no estan dotats dels recursos adequats ni tenen la formació adequada. Durant la Segona Intifada, Israel els retirà la major part de l'armament, ja que alguns membres d'aquestes forces havien participat en les accions violentes. Una altra de les causes de la ineficiència d'aquests cossos és que Iàssir Arafat va haver de situar molts familiars i amics en els òrgans de control per tal que tots quedessin sota el seu control personal. En aquest sentit, Mahmud Abbas ha introduït reformes per aconseguir unes estructures més eficients.
L'Organització per a l'Alliberament de Palestina (OAP), i no l'ANP, té des del 1974 l'estatus d'observador a les Nacions Unides (Acord de l'Assemblea General 3237). Des de juliol del 1998, els representants palestins tenen el dret de participar en els debats de l'ONU.
Palestina és un dels estats fundadors de l'Organització de la Conferència Islàmica i hi és reconegut com a membre de ple dret. Palestina també és membre de la Lliga Àrab.
Iàssir Arafat proclamà l'estat palestí el 14 de novembre del 1988 a Alger, que fou reconegut per uns cent països, entre els quals tots els del bloc comunista i els estats no alineats.
Amb els acords d'Oslo els palestins van aconseguir l'estatut d'autonomia actual, que hauria de precedir la creació d'un estat palestí viable. Quines zones de Cisjordània haurien, a més de les que ja actualment gaudeixen d'autonomia, pertànyer a aquest futur estat és una de les qüestions principals del conflicte araboisraelià. Els àrabs voldrien incloure-hi tota Cisjordània, incloent-hi Jerusalem Est, mentre que la majoria de dirigents israelians pretenen mantenir la majoria, si no totes, de les colònies il·legals.

## Política

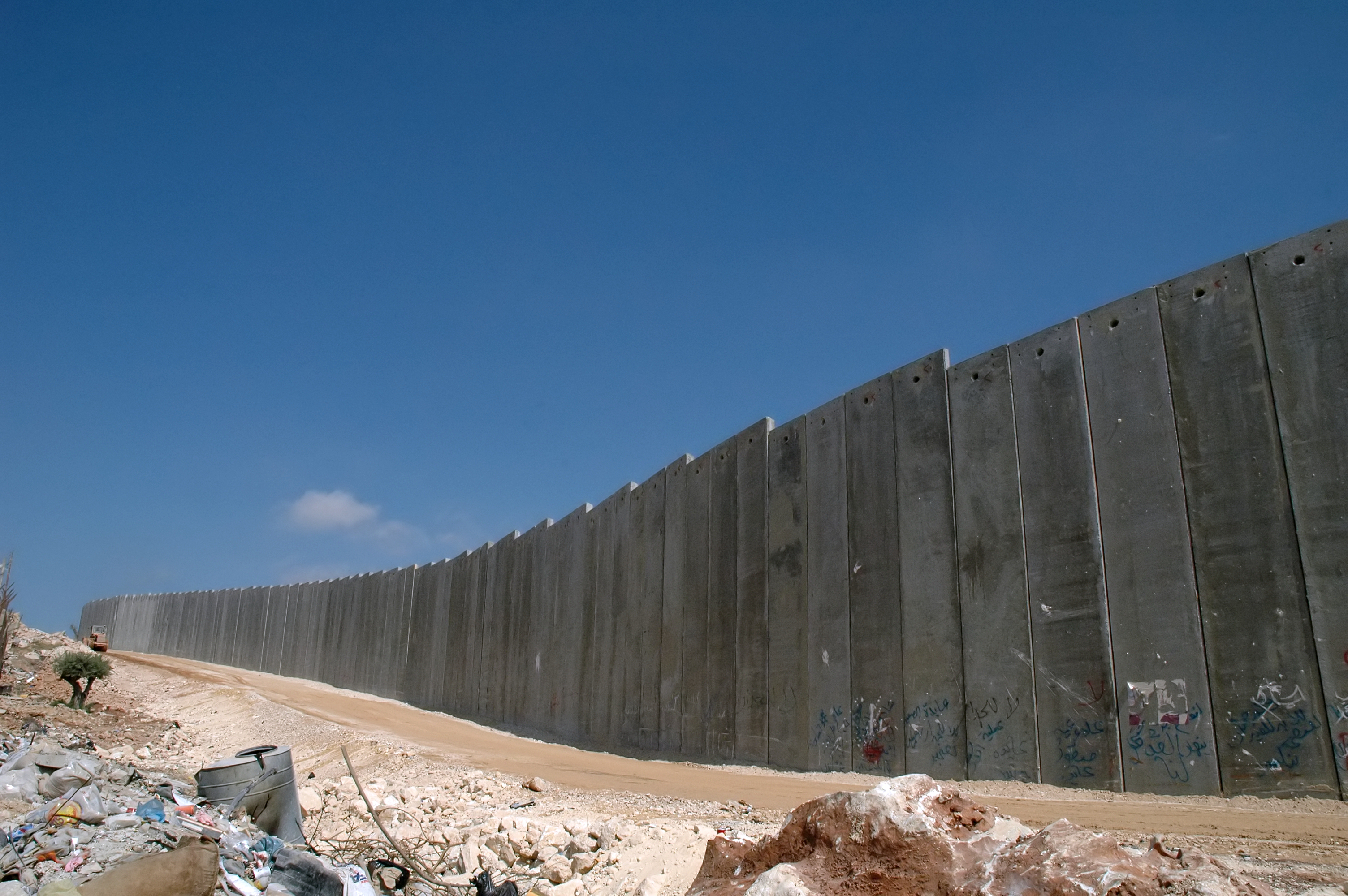
Mur il·legal de "seguretat" que separarà Israel de Palestina

La política dels territoris autònoms es basa en l'objectiu de construir un estat independent i propi per als palestins. Els diferents grups palestins reclamen diverses opcions quant als territoris que haurien d'integrar el futur estat; l'OAP espera formar-lo amb la Franja de Gaza i Cisjordània, mentre que Hamàs exigeix recuperar el territori complet d'Israel.
El 26 de gener del 2006, Hamàs, una agrupació considerada per la majoria d'estats occidentals (EUA i UE inclosos) com a organització terrorista i no com a partit polític, obtingué la majoria absoluta en les primeres eleccions legislatives de la història de Cisjordània. Diversos governs del món han decidit que hi col·laboraran si Hamàs renuncia a la violència. Després que Hamàs formés govern, els EUA han exigit que els tornin els ajuts al desenvolupament; i Israel ha tallat tota l'ajuda econòmica als territoris ocupats, exceptuant els imprescindibles per a la sanitat i l'abastiment d'energia elèctrica. La UE es mostra escèptica respecte al govern de Hamàs, però de moment ha enviat 121 milions d'euros per evitar el col·lapse econòmic de l'administració palestina. En general, es demana que Hamàs reconegui l'estat d'Israel, rebutgi les accions violentes i accepti un procés de pau. La cúpula de Hamàs, fins ara, ho ha rebutjat taxativament.
A mitjans de juny del 2007, les tropes armades de Hamàs a la Franja de Gaza derrotaren les de l'OAP i les foragitaren de la Franja.
El president Mahmud Abbàs declarà Hamàs com a partit il·legal en tot el territori de l'ANP i formà un nou govern, excloent-hi els membres del Hamàs. Aquest nou govern ha estat reconegut per la comunitat internacional i ha permès que el govern israelià li traspassés els diners que li corresponien.